# S/2003 J 24
S/2003 J 24（暫定名称 EJc0061）は、木星を公転している衛星の一つ。2003年2月から3月にかけてカナダ・フランス・ハワイ望遠鏡 (CFHT) で撮影された画像データを分析したアマチュア天文家 Kai Ly によって2021年6月30日に初めて発見が報告された。史上初めてアマチュア天文家が最初に発見を報告した太陽系内の惑星を公転する衛星である。
2003年にスコット・S・シェパードらによる観測チームがカナダ・フランス・ハワイ望遠鏡を用いて撮影した画像データからはそれまでに23個の新たな衛星が発見されており、Ly はまだ未知の新衛星が存在しているかもしれないと思い2021年6月初旬から分析を行っていた。その結果、2003年2月24日の異なる時間に撮影された複数の画像の中から、天球上において1時間あたり13 - 21秒角の速度で移動する衛星と思われる天体を3個発見し、そのうちの1個が同年2月25日から27日に撮影された画像、および同月5日から6日にかけてすばる望遠鏡によって撮影された画像にも写っていたため、一時的に EJc0061 という名称が割り当てられ、この天体は衛星として木星と重力的に結合していると考えられた。その後、2018年までにセロ・トロロ汎米天文台やラスカンパナス天文台などで撮影された画像からも、予測された位置に近いところに同じ天体が写っていることが確認されている。これらの観測記録は、同年11月15日に小惑星センター (MPC) が公開している小惑星電子回報 (Minor Planet Electronic Circular、MPEC) にて公表され、仮符号 S/2003 J 24 が正式に割り当てられた。
S/2003 J 24 は、木星から約2300万 km前後離れた軌道を2年弱の公転周期で公転しており、軌道傾斜角は162度で、木星の自転とは逆向きに公転する逆行軌道を描く不規則衛星である。カルメ群に属する典型的な衛星の一つだと考えられている。